# Estació de Sabadell Parc del Nord
Sabadell Parc del Nord és una estació de ferrocarril de la línia Barcelona-Vallès de FGC on s'aturen combois de la línia suburbana S2, sent el final de la línia. La parada s'ubica al Parc del Nord, parc urbà de la ciutat de Sabadell i es l'estació terminal de la branca ferroviària entre Sant Cugat Centre i Sabadell de la línia del Vallès.
L'estació es planifica arran del perllongament de la línia Barcelona-Vallès per Sabadell. La línia de tren ja havia arribat a la ciutat el 1922 i a l'estació de Sabadell-Rambla el 1925. A raó d'incrementar la cobertura de transport a la polació vallesana es van iniciar el 2008 els obres d'ampliació de la línia amb la construcció de 4 noves estacions, una d'elles al parc del Nord. Els treballs quedaren aturats a principis del 2012 per manca de recursos presupostaris però a les acaballes del mateix any es refinançà i es reprengué de nou el projecte. L'estació es posà en funcionament el 20 de juliol de 2017 amb l'obertura del tram entre Sabadell Plaça Major i Sabadell Parc del Nord. La secció de Can Feu Gràcia a Plaça Major ja s'havia inaugurat l'any abans.

## Serveis ferroviaris
| Línia Barcelona-Vallès de FGC |               |       |          |                        |
| Procedència/Destinació        | <             | Línia | >        | Procedència/Destinació |
| Barcelona - Pl. Catalunya     | Sabadell Nord |       | terminal | terminal               |